# Stenbergs Radio- & Elektriska Affär
Stenbergs Radio- & Elektriska Affär var en svensk butik i Boxholm som grundades 1923 och var verksam fram till åtminstone 1942.

## Historik
Stenbergs Radio- & Elektriska Affär grundades 1923 i Boxholm av köpmannen Bertil Stenberg i kompanjonskap med Olof Stenberg. År 1926 utträdde Olof Stenberg ur firman och 1936 bytte butiken namn till Stenbergs Radio- & Elektriska Affär. En öppen butik öppnades upp 1936 och verksamheten utökades med elektriska installationer 1941, med en radie på tre mil från Boxholms järnvägsstation.
Butiksinnehavaren var medlem i Svenska installatörsföreningen och Boxholms köpmannaförening med omnejd. Butiken sålde radioapparater, armaturer, lampor, dammsugare, värmeapparater med mera.